# Ritterella sigillinoides
Ritterella sigillinoides är en sjöpungsart som först beskrevs av Brewin 1958.  Ritterella sigillinoides ingår i släktet Ritterella och familjen klumpsjöpungar. Inga underarter finns listade i Catalogue of Life.